# Companyia de Zambézia

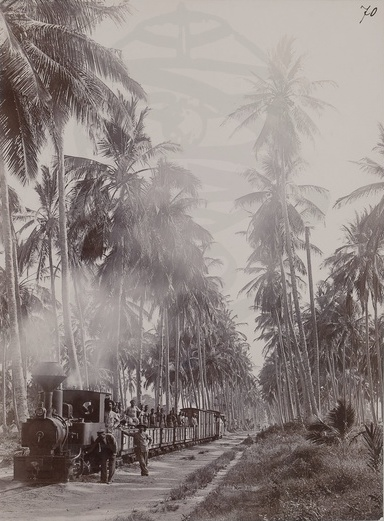
Companyia de Zambézia, Coalane, Moçambique

La Companyia de Zambézia fou la tercera companyia arrendatària de la colònia portuguesa d'Àfrica Oriental Portuguesa (actualment Moçambic), que aplegava les regions de Chire, limitava amb Nyasalàndia, Zumbo i Luenha, amb frontera amb Rhodèsia del Nord. Aquesta companyia no tenia privilegis perquè era concessionària (o arrendatària). Fou creada el 25 de maig de 1892., i la seva àrea era la major de les companyies.